# Grand Margès
Grand Margès je hora o nadmořské výšce 1576 m ležící asi 3 km jihovýchodně od francouzské obce Aiguines v departementu Var v regionu Provence-Alpes-Côte d'Azur.

## Geografie
Hora se nachází poblíž hranice departementů Var a Alpes-de-Haute-Provence. Severnímu svahu dominuje soutěska Gorges du Verdon.
Hora má několik vrcholů - Grand Margès (1 576 m), Petit Margès (1 462 m), Colle (1 335 m), Matelot (1 229 m) a crêtes d'Illoire (1 049 m). Od Petit Margès se do soutěsky gorges du verdon táhne údolí, nazývané cirque de Vaumale, pojmenované podle stejnojmenného potoka.
Podél severního úbočí hory nad soutěskou gorges du verdon vede vyhlídková departmentální silnice 71, která vznikla ve 40. letech 20. století a prochází vyhlídkovým místem Col d’Illoire (967 m).
Na jihu je hora ohraničena pohořím Grand Plan de Canjuers, na severu soutěskou Gorges du Verdon a na západě přehradním jezerem Lac de Sainte-Croix. Směrem k severozápadu a jihovýchodu se rozšiřuje a končí u Petit Plan de Canjuers poblíž staré vesnice La Barre.
Z vrcholu je panoramatický výhled: je vidět jezero Lac de Sainte-Croix, náhorní plošina Valensole, dolní část soutěsky Gorges du Verdon, předalpské oblasti Digne a Castellane včetně hory Lachens. Maximální výhled směřuje od vrcholu Mont Ventoux a masivu Baronnies k moři a dále přes masivy Maures, Devoluy a Mercantour-Argentera až k vrcholu Mont Faron.